# 중주파
중주파(Medium frequency, MF)는 300kHz~3MHz 범위의 무선주파수(RF)에 대한 ITU 지정명이다. 이 대역의 일부는 중파(MW) AM 방송 대역이다. MF 대역은 파장 범위가 10~1헥토미터(1000~100m)이므로 헥토미터 대역이라고도 한다. MF 바로 아래의 주파수는 장파(LF)로 표시되고, 더 높은 주파수의 첫 번째 대역은 고주파(HF)로 알려져 있다. MF는 주로 AM 라디오 방송, 항법 무선 비콘, 해상 선박-해안 통신 및 대양 횡단 항공 교통 관제에 사용된다.

## 같이 보기
- 전자기 스펙트럼